# Zygmunt Ruszczyc
Zygmunt Ruszczyc (ur. 7 lutego 1914 w Wilnie, zm. 27 września 1996 we Wrocławiu) – polski specjalista z zakresu żywienia zwierząt, paszoznawstwa i doświadczalnictwa zootechnicznego. W latach 60. XX w. prekursor badań nad dodatkami paszowymi dla zwierząt hodowlanych. Profesor Akademii Rolniczej we Wrocławiu. Twórca Szkoły Żywienia Zwierząt i Doświadczalnictwa Zootechnicznego (profesorowie: Jerzy Preś, Dorota Jamroz, Adolf Korniewicz, Stanisław Krzywiecki).

## Życiorys
Ruszczyc urodził się w Wilnie, w rodzinie szlacheckiej z tradycjami sięgającymi XVI wieku. Jego ojciec Bohdan był inżynierem kolejnictwa, budował między innymi linie kolejowe w Finlandii. Studia wyższe w zakresie rolnictwa odbył na Uniwersytecie Stefana Batorego w Wilnie w istniejącym tam Studium Rolniczym (od 1938 roku Wydział Rolniczy), które ukończył w 1939 roku. W trakcie studiów był aktywnym członkiem ostatniego składu Akademickiego Klubu Włóczęgów Wileńskich.
Zaraz po ukończeniu studiów, w lutym 1939 roku rozpoczął pracę jako inżynier rolnik w majątku Sawicze koło Baranowicz (własność rodziny Wendorffów). W sierpniu 1939 roku został zmobilizowany (plutonowy podchorąży) i kampanię wrześniową odbył walcząc w szeregach 6 Pułku Legionów po czym dostał się do niewoli, po czym znalazł się na robotach w Niemczech pracując jako elektryk w Stralsundzie. W 1941 roku, po zwolnieniu z robót, rozpoczął pracę w gospodarstwie rolnym w Bielanach w pow. grójeckim, po czym pracował w Podzisinie na terenie Wileńszczyzny. Po wkroczeniu Armii Czerwonej na teren Wileńszczyzny został aresztowany, udało mu się jednak uciec z transportu jadącego na wschód. W latach 1944–1945 działał w strukturach konspiracyjnych Armii Krajowej.
Po wojnie został starszym asystentem w Katedrze Ogólnej Hodowli Zwierząt na Wydziale Rolniczym UMCS w Lublinie pod kierownictwem prof. dr. Romana Prawocheńskiego, później zaś podjął pracę w Zakładzie Doświadczalnym Państwowego Instytutu Naukowego Gospodarstwa Wiejskiego w Pawłowicach koło Leszna, gdzie został kier. naukowym. W 1951 został kierownikiem naukowym Zakładu Doświadczalnego Instytutu Zootechnicznego w Czechnicy. W międzyczasie pokonuje kolejne szczeble w karierze naukowej. Pracę doktorską obronił w 1949 na Wydziale Rolniczym Uniwersytetu i Politechniki Wrocławskiej. W 1954 roku nadano mu tytuł docenta, w 1961 otrzymał tytuł profesora nadzwyczajnego, a 1969 roku profesora zwyczajnego. Od 1949 roku stale był związał się z wrocławskim ośrodkiem akademickim.
W latach 1964–1969, podczas pobytu w Syrii jako ekspert FAO, organizował Instytut Rolniczy w Damaszku. Przez wiele lat brał udział w pracach Komitetu Nauk Zootechnicznych PAN, Rady Naukowo-Technicznej przy Ministrze Rolnictwa, był przewodniczącym Rady Naukowej Instytutu Zootechniki w Krakowie.